# Resultados do Carnaval de Porto Alegre em 2000
Resultados do Carnaval de Porto Alegre em 2000. A vencedora do grupo especial foi a Imperadores do Samba com o enredo, São Borja - O primeiro dos Sete Povos.

## Grupo Especial
| Colocação | Escola                     | Pontos | Punições | Nota      | Ref.        |
| --------- | -------------------------- | ------ | -------- | --------- | ----------- |
| 1º        | Imperadores do Samba       | 159,5  |          |           | [ 2 ]       |
| 2º        | Estado Maior da Restinga   | 158    |          |           | [ 2 ]       |
| 3º        | União da Vila do IAPI      | 156,5  |          |           | [ 2 ]       |
| 4º        | Unidos de Vila Isabel      | 154,5  |          |           | [ 2 ]       |
| 5º        | Imperatriz Dona Leopoldina | 154    |          |           | [ 2 ]       |
| 6º        | Acadêmicos de Gravataí     | 143    |          |           | [ 2 ]       |
| 7º        | Bambas da Orgia            | 134    | - 10     | Rebaixada | [ 2 ] [ 3 ] |

## Grupo Intermediário A
| Colocação | Escola                          | Pontos | Nota       | Ref.  |
| --------- | ------------------------------- | ------ | ---------- | ----- |
| 1º        | Academia de Samba Praiana       | 158,5  | Promovida  | [ 4 ] |
| 2º        | Copacabana                      | 156,5  |            | [ 4 ] |
| 3º        | Real Academia de Samba          | 151,5  |            | [ 4 ] |
| 4º        | Embaixadores do Ritmo           | 148,5  |            | [ 4 ] |
| 5º        | Império do Sol                  | 144    |            | [ 4 ] |
| 6º        | Império da Zona Norte           | 140,5  |            | [ 4 ] |
| 7º        | Filhos da Candinha              | 134    | Rebaixadas | [ 4 ] |
| 8º        | Integração do Areal da Baronesa | 132,5  | Rebaixadas | [ 4 ] |
| 9º        | Estação Primeira da Figueira    | 126    | Rebaixadas | [ 4 ] |

## Grupo Intermediário B
| Colocação | Escola                                   | Pontos | Nota       | Ref.  |
| --------- | ---------------------------------------- | ------ | ---------- | ----- |
| 1º        | União da Tinga                           | 155,5  | Promovida  | [ 4 ] |
| 2º        | Protegidos da Princesa Isabel            | 153,5  |            | [ 4 ] |
| 3º        | Academia Samba Puro                      | 148,5  |            | [ 4 ] |
| 4º        | Mocidade da Lomba do Pinheiro            | 148,5  |            | [ 4 ] |
| 5º        | Unidos da Zona Norte                     | 135,5  |            | [ 4 ] |
| 6º        | Imperatriz Leopoldense                   | 131    |            | [ 4 ] |
| 7º        | Acadêmicos da Orgia                      | 113,5  | Rebaixadas | [ 4 ] |
| 8º        | Unidos do Guajuviras                     | 96     | Rebaixadas | [ 4 ] |
| 9º        | Mocidade Independente do Jardim Planalto | 66     | Rebaixadas | [ 4 ] |

## Grupo de acesso
| Colocação | Escola    | Nota      | Ref.  |
| --------- | --------- | --------- | ----- |
| 1º        | Salgueiro | Promovida | [ 2 ] |

## Tribos
| Colocação | Tribo        | Ref.  |
| --------- | ------------ | ----- |
| 1º        | Os Comanches | [ 5 ] |
| 2º        | Guaianazes   | [ 5 ] |
| 3º        | Os Tapuias   | [ 5 ] |